# Scharia in Nigeria

Status der Scharia in Nigeria (2008):
Scharia völlig angewendet, einschließlich Strafrecht
Scharia nur angewendet bei persönlichen Angelegenheiten
Keine Scharia

In Nigeria ist die Scharia in zwölf nördlichen Bundesstaaten Grundlage der Legislative, der Exekutive und der Judikative. Die Wiedereinführung erfolgte zwischen 1999 und 2001 unter Berufung auf die in der nigerianischen Verfassung verankerte Religionsfreiheit und war mit einem  Konflikt zwischen verschiedenen militanten Gruppen, Vertretern religiöser Gruppierungen und der Regierung Nigerias verbunden. Der Konflikt entzündete sich an der Forderung von muslimischer Seite, die Scharia als Hauptquelle der Gesetzgebung im gesamten Land einzuführen. Außer den zwölf nördlichen Staaten hat jedoch kein anderer Staat diese Forderung erfüllt.

## Die Staaten, in der die Scharia eingeführt wurde
In folgenden 9 Bundesstaaten wurde die Scharia eingeführt:
- Zamfara (27. Januar 2000)
- Kano (21. Juni 2000)
- Sokoto
- Katsina
- Bauchi (Juni 2001)
- Borno
- Jigawa
- Kebbi
- Yobe

In folgenden Bundesstaaten gilt die Scharia für Gebiete mit mehrheitlich muslimischer Bevölkerung:
- Kaduna
- Niger (13. Januar 2000)
- Gombe

## Hintergrund

### Religionsgraphie Nigerias
Nach einer demografischen Schätzung Nigerias machen Muslime über 50 % der Bevölkerung aus. Sie leben überwiegend im nördlichen Teil des Landes. Die Mehrheit der nigerianischen Muslime sind Sunniten. Christen sind die zweitgrößte religiöse Gruppe und machen danach etwa 40 % der Bevölkerung aus. Sie herrschen in der Mitte und dem Süden des Landes vor, während Anhänger anderer Religionen ca. 10 % der Bevölkerung ausmachen. Allein das Pew Forum sieht die Christen mit 50,8 % als hauchdünne absolute Mehrheit.

### Geschichte des Islamischen Rechts in Nordnigeria
Historischer Ausgangspunkt für den Scharia-Konflikt war die Außerkraftsetzung des Islamischen Rechts in Nordnigeria durch die Native Justice Ordinance von 1933 und den Penal Code von 1959, der bei der Entlassung Nigerias in die Unabhängigkeit 1960 in den nördlichen Landesteilen eingeführt wurde. Allein im personenstandsrechtlichen Bereich wurde das islamische Recht beibehalten. Die Einführung des Penal Codes, der auf säkularem Recht basierte, erfolgte in Reaktion auf die Sorgen der nicht-muslimischen Bevölkerung von Nordnigeria, die durch den Minorities Commission Report von 1956 größere Aufmerksamkeit erhalten hatten.
Schon seit den 1970er Jahren erhoben Islamisten Forderungen nach Wiedereinführung der Scharia, so unter anderem die Izala-Bewegung. Als eine Reaktion darauf führten ab 1999 neun Bundesstaaten mit muslimischer Mehrheit sowie Provinzen von drei Muslim-Staaten die Scharia als einen Hauptteil des Zivil- und Strafrechts ein.

## Scharia-Praxis
Im Jahr 2002 fand die erste Hinrichtung eines Menschen unter der Scharia in Katsina statt; Human Rights Watch und Amnesty International verurteilten die Hinrichtung.
Im Jahr 2002 wurde Amina Lawal, eine alleinerziehende Mutter in Katsina, des Ehebruchs angeklagt und von einem bundesstaatlichen Scharia-Gericht wegen der „Empfängnis eines Kindes außerhalb der Ehe“ zum Tode durch Steinigung verurteilt. Der Vater wurde aus Mangel an Beweisen freigelassen. Das Urteil sorgte sowohl in Nigeria als auch im Westen für Empörung. Viele nationale und internationale NGOs und die nigerianische Bundesregierung wollten das Urteil annullieren. Im Jahr 2004 wurde das Urteil von einem Scharia-Berufungsgericht aufgehoben.

## Konflikte um die Scharia 1999 bis 2001
Den Unruhen von 1999, 2000 und 2001 waren Ausschreitungen zwischen Christen und Muslimen in Jos über die Ernennung des muslimischen Politikers Alhaji Muktar Mohammed zum örtlichen Koordinator eines Bundesarmutsbekämpfungsprogramms vorausgegangen. Die Zusammenstöße begannen am 7. September und dauerten fast zwei Wochen. Sie endeten am 17. September. Über 1000 Menschen wurden im Rahmen der Konflikte getötet.
Einen Brennpunkt der Konflikte bildete die zentralnigerianische Provinz Plateau. 2001 kam es immer wieder zu Zusammenstößen, die mehr als 1000 Menschen das Leben gekostet haben. Erhard Kamphausen von der Missionsakademie der Universität Hamburg sprach 2004 von einer „geistlichen Kriegführung“ in muslimischen Kerngebieten. Bartholomäus Grill wies 2004 auf die zunehmende Missionstätigkeit fundamentalistischer Christen insbesondere im Norden des Landes hin, die die Spannungen ebenso erhöhten. Bis 2004 waren 10.000 Opfer zu verzeichnen.
Auch gab es zahlreiche Unruhen über die Umsetzung der Scharia, die in erster Linie gegen nicht-muslimische Minderheiten implementiert wurde. Bei einem weiteren Aufruhr wurden im Oktober 2001 über 100 Personen in Kano State getötet.